# Джуракулов, Умаркул
Умаркул Джуракулов (узб. Umarqul Jo'raqulov / Умарқул Жўрақулов, известен также как Усто Умар Джуракулов; 1894, Самарканд, Самаркандская область, Российская империя — 22 марта 1973, Самарканд, Узбекская ССР) — узбекский советский художник-керамист, гончар.  Народный художник Узбекской ССР (1953). Потомственный гончар, основатель современной самаркандской школы керамики.
Создатель уникального самаркандского гончарного стиля, среди его работ керамические сосуды и художественные изделия, традиционная посуда: тарелки, миски и чаши, кувшины и другие изделия, украшенные рельефными узорами. Работы гончара хранятся в собраниях музеев Узбекистана и зарубежных стран.

## Биография
Умаркул Джуракулов родился в 1894 году в Самарканде, его семья проживала в махалле Гур-Эмир, которая на протяжении пятисот лет была известна как квартал гончаров-кулолов. Отец  Умаркула — Джуракул принадлежал к древнему гончарному роду с трёхсотлетней историей и был известным мастером по крупным гончарным изделиям — хумам и тандырам. Основателем династии был Навруз — мастер косагар (изготовитель мисок-коса); его сын Одина, внук Кузи, правнук Кобил и праправнук Уста (дед Умаркула), были гончарами.
В восьмилетнем возрасте Умаркул уже самостоятельно изготавливал традиционные игрушки-свистульки (хуштак), особенно популярные во время празднования Навруза и помогал отцу в его работе, и к шестнадцати годам уже в достаточной мере овладел секретами гончарного ремесла. К середине 1920-х годов Джуракулов стал уже полностью сформировавшимся самостоятельно работающим мастером, о чём свидетельствовала и приставка «Усто» (мастер) с этого времени ставшая неотъемлемой частью его имени.
С 1930 по 1932 годы преподавал на керамическом отделении Самаркандского кустарно-промышленного техникума, по приглашению энтузиаста народного творчества художника В. К. Розвадовского. Во время работы в этом учебном заведении создал серию художественной керамики, которая экспонировалась на юбилейной выставке, проходившей в честь 5-летия образования Узбекской ССР. Эта работа была отмечена дипломом. Впоследствии, Усто Умар стал постоянным участником национальных, всесоюзных и зарубежных выставок, его работы неоднократно награждались почётными грамотами и дипломами Узбекской ССР и Чехословакии. В 1953 году ему было присвоено почётное звание Народного художника Узбекской ССР.
В 1958 году открыл керамическую мастерскую, которая была расположена недалеко от средневекового архитектурного ансамбля Шахи-Зинда. В этой мастерской Джуракулов воспитал целую плеяду молодого поколения керамистов. Среди его учеников признанные народные мастера: Абдурахим Мухтаров, Мансур Насыров, Ходжикурбан Шарапов, Худойберди Хакбердиев, Хайдар Ботуров, Джумабой Кобилов, Шариф Азимов.
Скончался 22 марта 1973 года в Самарканде.

## Творчество
Ранние работы Умаркула Джуракулова представлены в основном традиционной посудой сугубо утилитарного характера, простой формы и не орнаментированной: блюдами, сосудами и мисками. Первые декорированые изделия относятся к 1930-м годам, тогда любимым элементом декора Умаркула стал «маджнун тол» (плакучая ива). Мастер достиг высочайшей выразительности в росписи, идеальным с точки зрения  композиции и ритма размещением этого элемента (стилизованных тонких веточек) по всей поверхности блюда. Роспись выполнялась в нежных зеленоватых и серебристо-коричневых тонах, что придавало ей дополнительную мягкость и трогательность. Иногда  в качестве дополнительного орнамента по краям блюда размещались стихотворения с пожеланиями хорошей трапезы.
Джуракулов находился в неустанном творческом поиске на протяжении всей своей жизни, эксперементировал с различными вариантами оттенков поливы на керамических изделиях: в разные годы его творчества она была то серовато-коричневого, то изумрудно-зеленого цвета, а в 1950-е годы он работал с поливой серебристого цвета. Для своих опытов с глазурью он держал небольшую печь для обжига, топившуюся опилками, в своей мастерской, устроенной в доме и в итоге добился изысканного серебристо-серого оттенка поливы с перламутровым отливом. Активно использовал и развивал гончарное искусство мастеров Риштана, но основным источником его творчества служили археологические находки, сделанные на территории древнего Самарканда, в том числе и им самим: керамика эпох Афрасиаба и тимуридов. При декорировании глазурованной керамики его излюбленными приёмами были: «чизма», гравировка по ангобированному фону и рельефный орнамент, созданный с помощью специальных формочек. Поверх бесцветной поливы наносилась цветная глазурь, обычно двух-трёхцветная, для создания эффекта потёков. Этот приём под названием «аввали бахор» (ранняя весна) использовался ещё афрасиабскими гончарами.
Художник работал с самыми сложными керамическими формами, получив известность как искуснейший формовщик среди современников. Изделия мастера поражали своей формой и тонкостью исполнения: машрафа (сосуды с высокой и тонкой горловиной), дополнительно орнаментированные, вылепленными в виде фигур животных и мифических персонажей, элементами; сосуды, которым была придана форма животных: баранов, драконов (сосуд-аждархо, аждархо-и-калон), рыб и птиц (обдаста-урдак); в этих работах он воссоздал и по своему интерпретировал старые, давно исчезнувшие формы керамики. Таким уникальным примером керамической скульптуры Джуракулова может служить выразительная в своей пластике и силуэте фигурка «Урдак» (утка), созданная им как эмблема Пражской выставки 1962 года. 
Большое количество работ мастера составляет мелкая пластика, Джуракулов один из наиболее известных мастеров по изготовлению терракотовых фигурок мифологических животных и птиц, наездников на лошадях, форма многих из которых также восходит к археологическим находкам Афрасиаба.

## Память
Именем Умаркула Джуракулова были названы:
- в 1988 году,  улица и сквер в Самарканде, в сквере был установлен бюст мастера работы скульптора Н. А. Банзеладзе, на стенах его дома и мастерской, в которой был создан музей гончара, были помещены мемориальные доски[4][6];
- в 2022 году, улица в Самаркандском районе Самаркандской области[7].

## Награды
- Орден Трудового Красного Знамени (1970)[4]
- Народный художник Узбекской ССР (1953)[1]